# Distretto di Tianhe
Il distretto di Tianhe (天河区S, Tīanhé QūP è un distretto della Cina, situato nella provincia del Guangdong e amministrato dalla città di Canton.